# Mananti Sosa Jae
Mananti Sosa Jae is een bestuurslaag in het regentschap Padang Lawas van de provincie Noord-Sumatra, Indonesië. Mananti Sosa Jae telt 2648 inwoners (volkstelling 2010).